# 薑蔥蓉

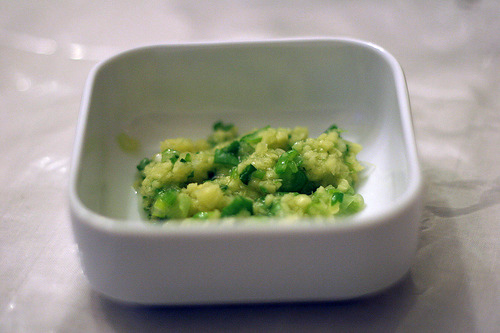
由磨碎的薑和切成細段的葱做成的薑蔥蓉

薑蔥蓉，簡稱薑茸，在台灣又稱蔥油，是一種粵菜及調味料，主要材料是薑、蔥、食鹽及食油。薑茸的製作並不複雜，先把薑剁成茸，製作薑汁，再加上已切幼的葱段，然後按個人喜好調整食鹽量，最後在材料澆上已燒滾的食油。港式白切雞常以薑茸作為佐料一起食用，而且薑茸通常是用新鮮薑和蔥現做的，喜歡薑茸的人甚至會將薑茸淋在白切雞上。或者亦可直接把蔥油材料，鋪在已烹調好的雞或魚等肉類上，再直接澆上燒熱的食油，比如臺灣菜當中常見的家常菜蔥油雞。
薑蔥蓉可以加入白飯增加風味，但薑蔥蓉是多油及高鈉的調味料，並不適合經常進食。由於有部分人並不喜歡在飯菜加入薑茸，食客可在購買燒味食品的時候要求「走薑茸」，通知店方不要在食物加入薑茸。過往薑茸常被食店直接加入燒味食品中，但現在香港有不少快餐店會都把薑茸分開盛放，以便顧客可以依個人喜好加入薑茸。